# 3053 Dresden
A 3053 Dresden (ideiglenes jelöléssel 1977 QS) a Naprendszer kisbolygóövében található aszteroida. Nyikolaj Sztyepanovics Csernih fedezte fel 1977. augusztus 18-án.